# 卡普赖克
卡普赖克（荷蘭語：Kaprijke，荷蘭語發音：[ˈkɑprɛi̯kə]）是比利时弗拉芒大區东佛兰德省埃克洛區的一个市镇，通行荷蘭語，是弗拉芒社群的一部分，面积33.71平方千米，人口6,429人（2018年1月1日）。